# Солов’ї (Новгородська область)
Солов’ї (рос. Соловьи) — присілок в Холмському районі Новгородської області Російської Федерації.
Населення становить 0 осіб. Входить до складу муніципального утворення Морховське сільське поселення.

## Історія
Від 2004 року входить до складу муніципального утворення Морховське сільське поселення.

## Населення
| 2010 |
| ---- |
| 0    |